# Dualomyces bambusicola
Dualomyces bambusicola är en svampart som först beskrevs av Matsush., och fick sitt nu gällande namn av Matsush. 1987. Dualomyces bambusicola ingår i släktet Dualomyces, divisionen sporsäcksvampar och riket svampar.   Inga underarter finns listade i Catalogue of Life.